# Lillie Elizabeth Drennanová
Lillie Elizabeth Drennanová, rozená Mcgee, nepřechýleně Drennan (9. ledna 1897 Galveston, Texas – 10. září 1974 Hempstead, Texas) byla americká řidička kamionu a podnikatelka, spoluzakladatelka přepravní společnosti Drennan Truck Line, členka Texas Women's Press Association a Texas Transportation Association ve Spojených státech. Je považována za první Američanku, která obdržela řidičský průkaz na kamion a která provozovala přepravní společnost.

## Život
Narodila se v Nemocnici Johna Sealyho ve městě Galveston v Texasu. Její matka jí dala krátce po porodu k adopci. Drennanovou adoptovali Francis Carolyn a Nicholse McGeeovi. Ve třinácti letech ukončila studium a začala pracovat jako telefonní operátorka. Pár let poté onemocněla spálou, která pravděpodobně zapříčinila téměř kompletní ztrátu sluchu, kvůli čemuž musela od dvaadvaceti používat naslouchátko.

### Kariéra
V březnu 1928 společně se svým druhým manželem Williardem Ernestem Drennanem založili přepravní společnost za účelem využití nedalekého ropného boomu poblíž Hempsteadu. Jejich společnost začala rychle prosperovat a bylo potřeba druhého řidiče kamionu, kterým se stala Lillie. Po rozvodu v roce 1929 zůstala jedinou majitelkou Drennan Truck Line až do roku 1934 a majitelkou stáčírny nealkoholických nápojů. Poté, co železniční komise začala více dohlížet na podnikání motorové dopravy, pořídila si v roce 1929 řidičský průkaz na kamion. Zkoušející komise jí licenci nechtěla udělit, protože se obávala, že by její sluchová vada mohla ohrozit bezpečnost dopravy. Tento názor nazvala zaujatostí vůči pohlaví a argumentovala větou: „Pokud nějaký muž dokáže překonat můj rekord, prostě odtud vypadnu.“
Drennan Truck Line provozovala téměř čtyřiadvacet let, během kterých musela odolávat konkurentům a úředníkům, kteří nevěřili, že ženy jsou vhodné pro tuto kariéru. Společně se svými řidiči, z nichž většina byli Afroameričané, převáželi vše od výbušnin po nápoje po celém východním Texasu, ve všech možných terénech. Lillie občas ujela více než čtyřicetiosmihodinové úseky bez spánku a odpočinku, přesto nikdy neměla nehodu. Joe Carrington, známý pojišťovací dopravce Texaské přepravní společnosti v roce 1946 napsal, že nezná jiného řidiče kamionu, který by měl bezpečnostní rekord srovnatelný s Lillie.
Získala ocenění za bezpečnost od Railroad Commission a Texas Motor Transportation Association. Během druhé světové války armáda Spojených států ocenila úspěch Lillie v její náborové kampani, která měla přilákat řidičky kamionů do proviantního sboru. Své řidičské schopnosti prokázala také jako hostující účastník na překážkové dráze „Roadeo“ na státním výstavišti v Dallasu v září 1950. Během své dlouhé kariéry Lillie získala pozornost médií v časopisech, novinách a rozhlasových vysíláních.
V roce 1943 dokonce navštívila Hollywood, který měl točit film založený na jejím životě, k produkci však nikdy nedošlo. Dne 17. května 1946 jí věnoval list Hempstead News speciální vydání, kde byla nazvána „průkopnicí dvacátého století, která má všechny barvy Annie Oakleyové a která žije životem tvrdé ženy v přední linii”. Město Hempstead, poctilo Lillie banketem na Six-Shooter Junction Day, 23. května 1946, zúčastnili se i osobnosti jako ředitel Texaského ministerstva bezpečnosti Homer Garrison a budoucí guvernér Beauford Jester.

### Novinářská činnost
Lillie psala články do magazínu Hempstead News o květinách a jejich kultuře a v roce 1939 se stala členkou Texas Women's Press Association. Byla také členkou Texas Transportation Association a čestnou členkou spolku dopravní společnosti Houston Freight Carriers. Přednášela také studentům na Prairie View A&M University o svých zkušenostech s dopravou.
V září 1952 svou společnost prodala, poté provozovala prodejnu na US Highway 290 v Hempsteadu.    

### Úmrtí
Lillie Elizabeth Drennanová zemřela 10. září 1974 v Hempsteadu a pohřbena byla na zdejším hřbitově.

### Rodinný život
Dne 18. prosince 1912 ve svých patnácti letech se provdala se za Williama Barneyho Jacksona, měla s ním syna a v roce 1914 se rozvedli. Od 17. července 1917 do června 1929 byla provdaná za Willarda Ernesta Drennana. Poslední manželství s S. B. Boulawarem trvalo od roku 1931 do roku 1943.